# Лагман (провинција)
Провинција Лагман (перс. لغمان) једна је од 34 провинције Авганистана. Налази се на сјевероисточном дијелу земље.
Административни центар је град Мехтарлам. Површина провинције је 3.843 км², са популацијом од око 441.000  становника. Главно становништво су Паштуни.

## Историја
За вријеме похода Александра Великог регион је био познат као Лампака. У VII вијеку чувени кинески путник Сјуанзан посјетио је то подручје и рекао да веома мали број људи исповједају будизам, док је било много хиндуса.
Након тога у регион стиже ислам, а покрајина постаје дио Хазневидске државе.
Пронађени натписи на арамејском језику, који се сад налазе у Кабулском музеја, а пронађени су у Лагману, а указују на то да је територија била подручје којом је пролазио древни трговачки пут од Индије до Палмире.